# Jacques-Edmond Leman
Pour les articles homonymes, voir Leman.
Jacques-Edmond Leman, ou Jacques Leman, né le 15 septembre 1829 à L'Aigle et mort le 27 décembre 1889 à Paris, est un peintre et illustrateur français.

## Biographie
Jacques-Edmond Leman est le fils de Pierre François Joseph Leman, professeur, et de Marie Clémence Delafosse.
Élève de François Édouard Picot à l'École des Beaux-Arts de Paris, il expose au Salon entre 1852 et 1881.
Peintre d'histoire et de genre, il réalise de nombreuses scènes historiques et scènes anecdotiques, mais il est également portraitiste de talent.
Il obtient une mention honorable en 1853et en 1855, ainsi qu'une médaille d'argent en 1859.
En 1857, Charles Baudelaire, ami du peintre, lui offre un exemplaire des Fleurs du mal.
Il illustre la série Œuvres de Molière, accompagné par Maurice Leloir, avec des notices d'Anatole de Montaiglon et de Théodore de Wyzewa : Le Malade imaginaire, Les Amants magnifiques, L'École des maris, Le Sicilien…
En 1880, il épouse Adélaïde Bérengère Adèle Bunau.
En 1884, alors qu'il réalise depuis des années son projet d'illustration des œuvres de Molière et que 6 volumes ont déjà paru, un différend entre lui et l'éditeur Jules François Lemonnyer le pousse à porter l'affaire en justice.
Il meurt à son domicile de l'avenue des Ternes à l'âge de 60 ans. Il est inhumé le 30 décembre 1889 au cimetière de l'Ouest de Boulogne-Billancourt.

## Œuvres exposées aux Salons parisiens

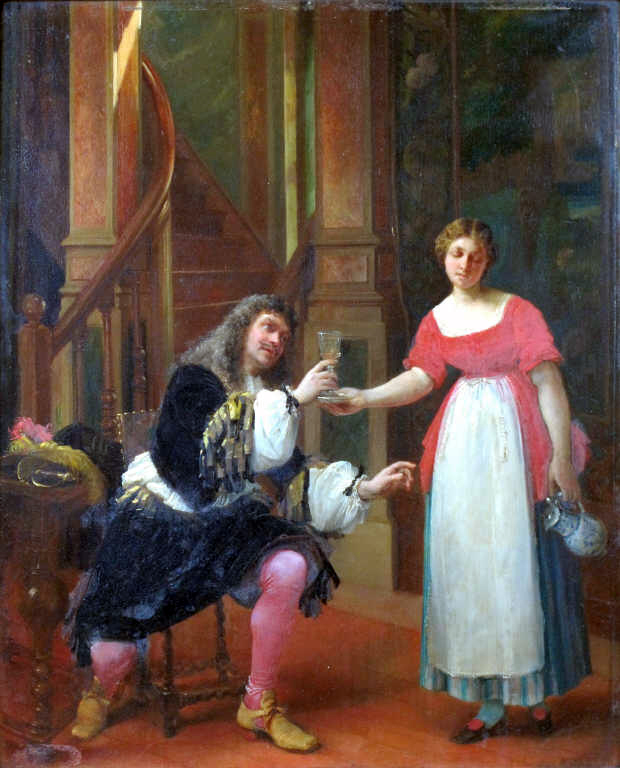
Le Bourgeois gentilhomme.

- Les loisirs de Virgile, no 815 au Salon de 1852
- Portrait de Mme L., no 816 au Salon de 1852
- Portrait de M. d’Y., no 817 au Salon de 1852
- Vittoria Colonna, no 751 au Salon de 1853
- Portrait de M. L., no 752 au Salon de 1853
- Coligny indigné ramasse ses forces, se rejette en arrière, dégage son épée et recommence la lutte : dans cette seconde rencontre Guise fut blessé légèrement à l’épaule et Coligny à la main, mais Guise passant une seconde fois sur Coligny, se saisit de son épée dont il eut la main un peu coupée, et en la lui enlevant lui porta un grand coup dans le bras qui le mit hors de combat. pendant ce temps d'Estrade et Bridieu s'étaient blessés grièvement. / (V. Cousin, Mme de Longueville), no 3580 au Salon de 1855
- Portrait de Mlle C. V., no 3581 au Salon de 1855
- Une matinée dans la chambre bleue de la marquise de Rambouillet, no 1709 au Salon de 1857
- Entre la consigne et l’intérêt, no 1710 au Salon de 1857
- Portrait de Mlle D., no 1711 au Salon de 1857
- Le repos de la Vierge, no 1930 au Salon de 1859
- Le baiser, no 1931 au Salon de 1859
- Portrait de Mme X., no 1932 au Salon de 1859
- Portrait de Mme B., no 1933 au Salon de 1859
- Portrait de Mlle M., no 1934 au Salon de 1859
- Portrait de M. G. G., no 1935 au Salon de 1859
- Molière posant chez Mignard, no 1926 au Salon de 1861
- Le jeu du Roi, no 1927 au Salon de 1861
- Portrait de M. Saint-A. D., no 1928 au Salon de 1861
- Portrait de M. P. D., no 1929 au Salon de 1861
- Portrait de Mlle B., no 1930 au Salon de 1861
- Tribunal civil de Bayeux. / Charlemagne dictant ses Capitulaires, au Salon de 1861   ? ? ? ?
- Le petit lever du Roi. Louis XIV fait déjeuner Molière avec lui, no 1176 au Salon de 1863
- Portrait d'amis, no 1177 au Salon de 1863
- Portrait de M. Ch. Cordier, statuaire, no 1178 au Salon de 1863
- Lecture, no 1184 au Salon de 1864
- Le médecin malgré lui, no 1185 au Salon de 1864
- Portrait de Mlle B., no 2303 au Salon de 1864, dessin à la sanguine
- Louis XIV et les ambassadeurs du roi de Siam, no 945 au Salon de 1867
- M. Aubaret, consul de France, remettant au roi de Siam une lettre de S. M. Napoléon III, no 946 au Salon de 1867
- Portrait de Mme L., no 1543 au Salon de 1868
- La pupille mal gardée, no 1544 au Salon de 1868
- Louis XIV donnant audience aux ambassadeurs du roi de Siam, dans la galerie des glaces, à Versailles, no 3046 au Salon de 1868, aquarelle
- Le vieux jardinier, no 1485 au Salon de 1869
- Le premier jour de service, no 1486 au Salon de 1869
- Le Dépit amoureux, acte IV, scène II, no 1710 au Salon de 1870
- Portrait de M. A. S., no 1711 au Salon de 1870
- Portrait de M. A. de Montaiglon, no 998 au Salon de 1872
- L'Éducation militaire, no 270 au Salon de 1873
- Matinée à l’Hôtel de Rambouillet, no 932 au Salon de 1873, aquarelle
- Portrait de M. D. R., no 1170 au Salon de 1874
- La dictée, no 1171 au Salon de 1874
- Agnès et Arnolphe, no 1172 au Salon de 1874
- Molière posant chez Mignard, no 2308 au Salon de 1874
- Le dépit amoureux, no 2309 au Salon de 1874, aquarelle
- Louis XIV et les ambassadeurs du roi de Siam, no 2310 au Salon de 1874, aquarelle
- Portrait de Mme A. H., no 1332 au Salon de 1875
- Portrait du jeune ***, no 1333 au Salon de 1875
- La joie de la France en 1638, no 1281 au Salon de 1876
- Portrait de « mon père », no 1318 au Salon de 1877
- La joie de la France en 1638 -2-, no 3036 au Salon de 1877
- Un poète, no 1878 au Salon de 1879
- Un homme tenant une épée, no 1879 au Salon de 1879
- Le doge de Gênes chez la duchesse de Bourbon, no 4036 au Salon de 1879, aquarelle
- Le peuple au Palais-Royal ; nuit du 8 au 9 février 1651. Mémoires de Mme de Motteville, no 4037 au Salon de 1879
- Prise de possession de la ville de Cahors par les Anglais, no 2272 au Salon de 1880
- Portrait de M. Benjamin Fillon, no 5208 au Salon de 1880
- La Vendée, entourée des attributs qui la caractérisent, accompagnée d’un génie, reçoit l’hommage de la nouvelle carte que lui présente la muse de la géographie, no 5209 au Salon de 1880
- Portrait de M. L., no 3050 au Salon de 1881, aquarelle